# Freie Wahl (1697)

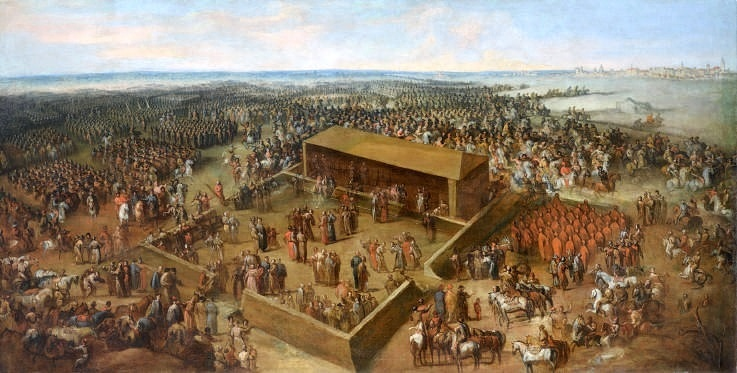
Wahl von August II. bei Wola, außerhalb Warschau (1697). Gemalt von Jean-Pierre Norblin de La Gourdaine.

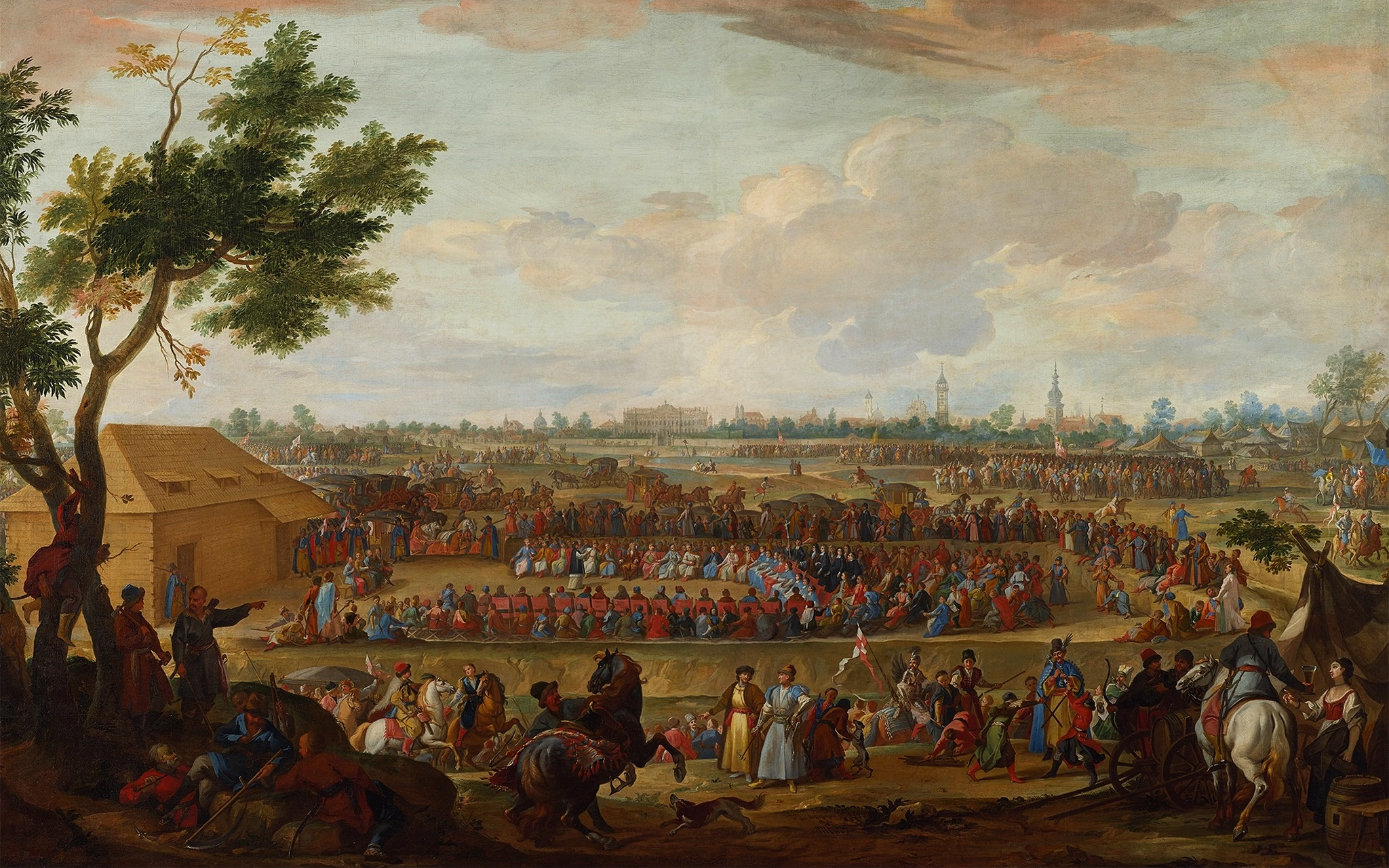
Wahl im Jahre 1697.

Die Freie Wahl von 1697 war die insgesamt achte ihrer Art zur Bestimmung des Königs und Großfürsten der Königlichen Republik der polnischen Krone und des Großfürstentums Litauen durch die Gesamtheit des Adels.

## Geschichte
Am 17. Juni 1696 starb Johann III. Sobieski, König von Polen, im Wilanów-Palast nahe Warschau. Dies hatte zur Folge, dass eine Freie Wahl erforderlich war, da der Staatenbund Polen-Litauen nun ohne Herrscher war.
Kandidat für den polnischen Thron war unter anderem der Herzog von Oława (Niederschlesien) und Sohn des verstorbenen Königs, Jakob Louis Sobieski. Dieser wurde zunächst vom Königreich Frankreich und dem schwedischen Großreich unterstützt. Auch der Adel von Großpolen, Kleinpolen und der Bischof von Kujawien (Stanisław Dąmbski) waren seine Anhänger. Jedoch überwarf sich Jakob Louis Sobieski mit seiner in Frankreich geborenen Mutter Marie Casimire Louise de la Grange d’Arquien: Mutter und Sohn stritten sich über den Nachlass von Johann III. Sobieski, woraufhin Jakob Louis die Unterstützung des polnischen Adels verlor.
Ein weiterer Kandidat war der Kurfürst von Sachsen Friedrich August I., der die Unterstützung durch den einflussreichen und mächtigen Kaiser Leopold I. erfuhr. Um die Befürwortung der römisch-katholischen konservativen polnischen Bevölkerung zu erlangen, konvertierte Friedrich August I. vom Luthertum zum Katholizismus. Dieser Glaubenswechsel fand am 2. Juni 1697 in Wien statt. Durch ihn gewann Friedrich August zudem die Unterstützung des Papstes Innozenz XII.
Der größte Kontrahent des sächsischen Kurfürsten war François Louis de Bourbon, prince de Conti, der von Ludwig XIV. unterstützt wurde. Seine Kandidatur gewann auch die Befürwortung mehrerer polnischer und litauischer Magnaten, von denen viele durch den französischen Gesandten Melchior de Polignac bestochen wurden. Am 24. Oktober 1696 wechselte der Primas Michael Radziejowski, der anfangs Jakob Louis Sobieski favorisierte, die Seiten und erklärte nun seine Unterstützung zu Gunsten von François Louis. Seit dem Zeitpunkt, zu dem Radziejowski Interrex wurde, hatte seine Entscheidung auch erheblichen Einfluss auf den Adel, welcher ihm folgte.
Dennoch fiel die Schlüsselrolle bei der kommenden Wahl dem Zarentum Russland zu, das im andauernden Krieg gegen das Osmanische Reich (siehe Großer Türkenkrieg) war und es schaffte, Polen politisch immer abhängiger von sich zu machen. Russlands Zar Peter I. befürwortete Friedrich August I., der zuvor geäußert hatte, den Krieg gegen die Türkei weiterführen zu wollen. Zudem hatte dieser in den Jahren 1695 und 1696 die österreichisch-sächsische Armee bei deren ungarischem Feldzug kommandiert. Die Wahl von François Louis hätte hingegen ein schnelles Ende des Osmanisch-Polnischen Krieges bedeutet, was einen Konflikt zwischen Polen und Russland hätte auslösen können. Das Zarentum Russland sandte große Bestechungsgelder nach Polen-Litauen und versuchte dadurch die Akzeptanz des dortigen Adels zu erlangen bzw. auch zu erzwingen. Peter I. schickte nämlich auch einen Brief an die polnische Wählerschaft und drohte der polnischen Adelsrepublik mit Krieg, wenn nicht jener Kandidat gewählt werden sollte, der Russland entsprach. Der Brief kam wahrscheinlich zu spät an, um noch einen Einfluss auf die Wahl zu haben, war aber bereits richtungsweisend für die kommenden Wahlen, die immer mehr von Russland beeinflusst wurden und schließlich direkt durch Moskau bestimmt werden sollten (bei der Wahl von Stanisław August Poniatowski).
Die Wahl fand am 27. Juni 1697 in Wola nahe Warschau statt. François Louis de Bourbon, prince de Conti konnte sie für sich entscheiden, sodass er neuer König von Polen und Großfürst von Litauen wurde. Dies wurde jedoch umgehend von Friedrich August I. angefochten, der sich selbst zum neuen Herrscher proklamierte. Der dritte Kandidat, Jakob Louis Sobieski, erklärte seinen Beistand für François Louis.
Am 27. Juli 1697 überquerte Friedrich August I., unterstützt vom Zarentum Russland, dem Erzherzogtum Österreich sowie Brandenburg-Preußen, die polnische Grenze nahe Czeladź in Kleinpolen. Er marschierte nach Krakau, doch konnte er nicht in die alte Hauptstadt einziehen, da der Starost von Krakau Franciszek Wielopolski ein Befürworter von Conti war und ihm dementsprechend den Einzug in die Stadt verwehrte. Diese Pattsituation war jedoch rasch gelöst, nachdem Wielopolski Schmiergeld akzeptierte. Allerdings trat ein weiteres Problem auf: Basierend auf dem polnischen Recht musste die Krönung in der Wawel-Kathedrale mit den königlichen Insignien erfolgen, die in der Schatzkammer des Wawel aufbewahrt wurden. Um in die Schatzkammer zu gelangen, musste eine Tür mit acht Schlössern geöffnet werden. Die notwendigen Schlüssel wurden von acht Senatoren verwahrt, von denen jedoch sechs Conti favorisierten. Friedrich August I. und seine Gefolgschaft entschieden sich daher, ein Loch in die Mauer der Schatzkammer zu brechen (wobei die Tür unberührt gelassen wurde).
Am 15. September 1697 unterschrieb August II. die Pacta conventa und wurde durch den Bischof von Kujawien Stanisław Dąmbski zum neuen König von Polen gekrönt. Der Primas Michael Radziejowski verweigerte jedoch der Krönung die Anerkennung und verkündete, dass Conti der rechtmäßige Herrscher sei. Radziejowski begann die sogenannte Łowicz Rokosz, welche die Unterstützer des Franzosen versammelte. Conti selbst traf, mit einem Geschwader von sechs Schiffen unter dem Kommando von Jean Bart, am 26. September 1697 im an der Ostsee gelegenen Hafen von Danzig ein. Da das Zarentum Russland seine Armee nahe der litauischen Grenze konzentriert hatte, drohte ein internationaler Konflikt auszubrechen. Die Situation wurde ohne ausländische Intervention gelöst, als am 9. November des gleichen Jahres die August II. ergebenen Truppen Conti zwangen sowohl seine Unterkunft in Oliwa als auch Polen selbst zu verlassen. Am 12. Dezember 1697 kehrte Conti nach Frankreich zurück.
Primas Michael Radziejowski verweigerte bis zum Frühling des Jahres 1698 August II. die Anerkennung, er gab erst nach der Zusage einer großen Geldsumme und eines Regierungspostens nach.